# Ивахновичи
Ива́хновичи (бел. Івахновічы) — деревня в Брестском районе Брестской области Белоруссии. Входит в состав Чернавчицкого сельсовета.

## География
Находится на автодороге Н-134, в 7 км к востоку от центра сельсовета, агрогородка Чернавчицы, и в 20,5 км по автодорогам к северо-востоку от центра Бреста. Магазин закрыт, до недавнего времени действовали клуб и библиотека. В километре к востоку от деревни расположена свинооткормочная ферма.

## История
В XIX веке — деревня в составе имения Чернавчицы Брестского уезда Гродненской губернии, в 1858 году — владение графов Грабовских. В 1897 году в деревне Турнянской волости 69 дворов, хлебозапасный магазин, корчма.
После Рижского мирного договора 1921 года — в составе гмины Турна Брестского повята Полесского воеводства Польши, 37 дворов.
С 1939 года — в составе БССР, в 1940 году 81 двор. В октябре 1949 года организован колхоз им. Андреева, куда вступило 48 хозяйств из 109.

## Население
На 1 января 2018 года насчитывалось 126 жителей в 57 домохозяйствах, из них 20 младше трудоспособного возраста, 74 — в трудоспособном возрасте и 32 — старше трудоспособного возраста.